# Antoni Caba
Antoni Caba i Casamitjana (in spagnolo: Antonio Caba y Casamitjana; Barcellona, 1838 – Barcellona, 25 gennaio 1907) è stato un pittore spagnolo, esponente della pittura realista.

## Biografia

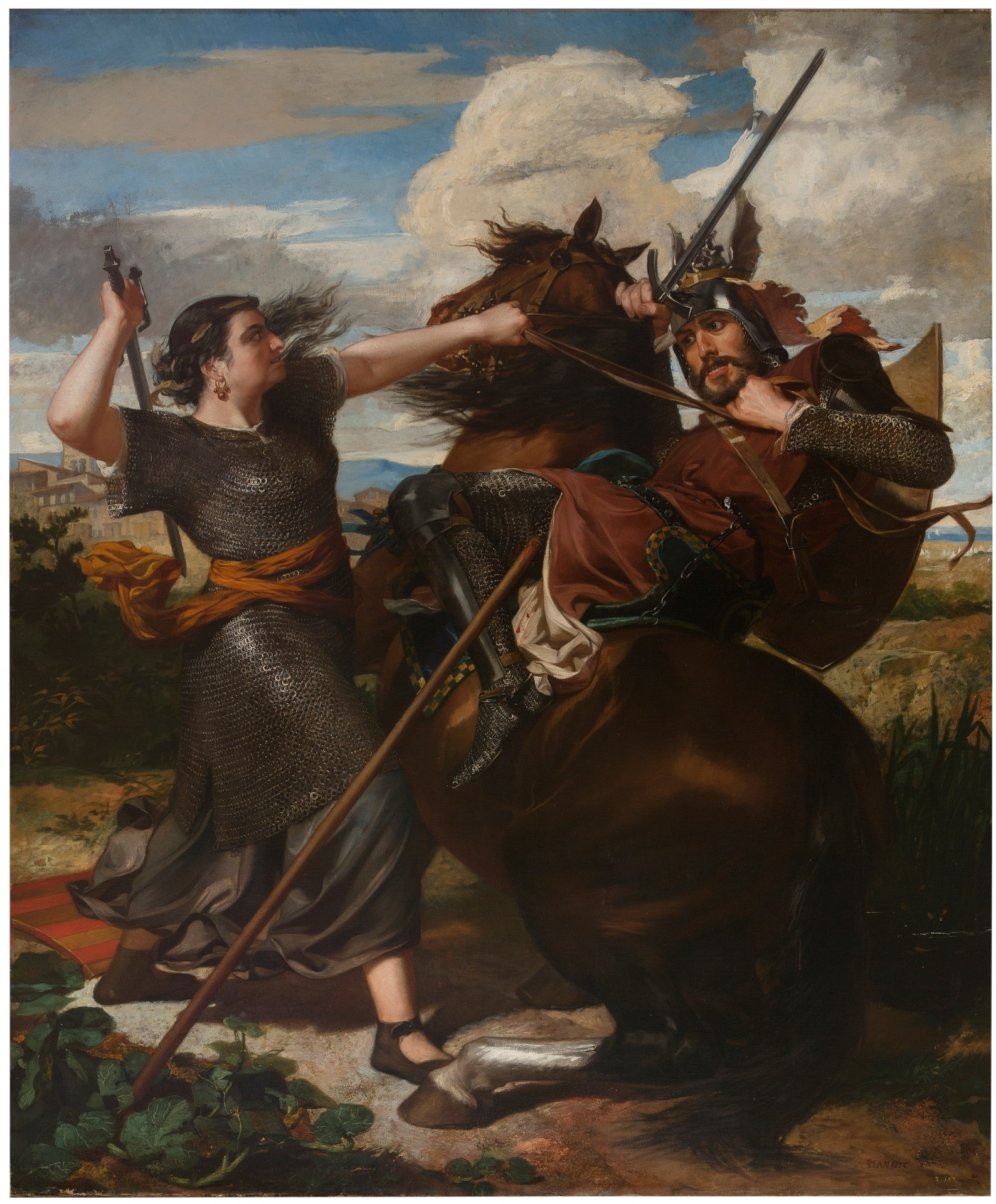
L'eroina di Perelada, 1864 circa

Antoni Caba i Casamitjana nacque a Barcellona nel 1838. Negli anni Cinquanta dell'Ottocento egli si iscrisse alla scuola della Lonja, dove studiò presso Pau Milà i Fontanals e Claudi Lorenzale. Grazie a una borsa di studio del consiglio scolastico, in seguitò frequentò l'accademia reale di belle arti di San Ferdinando di Madrid, dove seguì le lezioni di Federico de Madrazo. Caba espose una sua tela per la prima volta nel 1864, all'esposizione nazionale di belle arti: il dipinto L'eroina di Perelada vinse la medaglia d'argento.
Per poco tempo, si iscrisse all'accademia di belle arti di Parigi, dove studiò sotto la direzione del pittore svizzero Charles Gleyre. Nel 1874, ottenne una cattedra per l'insegnamento come "professore di colore e composizione" alla scuola barcelloniana, grazie al dipinto Il pentimento di Giuda, e ne fu il direttore dal 1887 al 1901. All'esposizione universale di Barcellona del 1888 egli ottenne la medaglia d’oro. In questo periodo egli dipinse molti ritratti dei clienti della classe media della Catalogna, in particolare Barcellona. Oltre ai ritratti, Antoni Caba decorò il Gran Teatro del Liceo e varie residenze private. Egli morì a Barcellona il 25 gennaio 1907.

## Opere

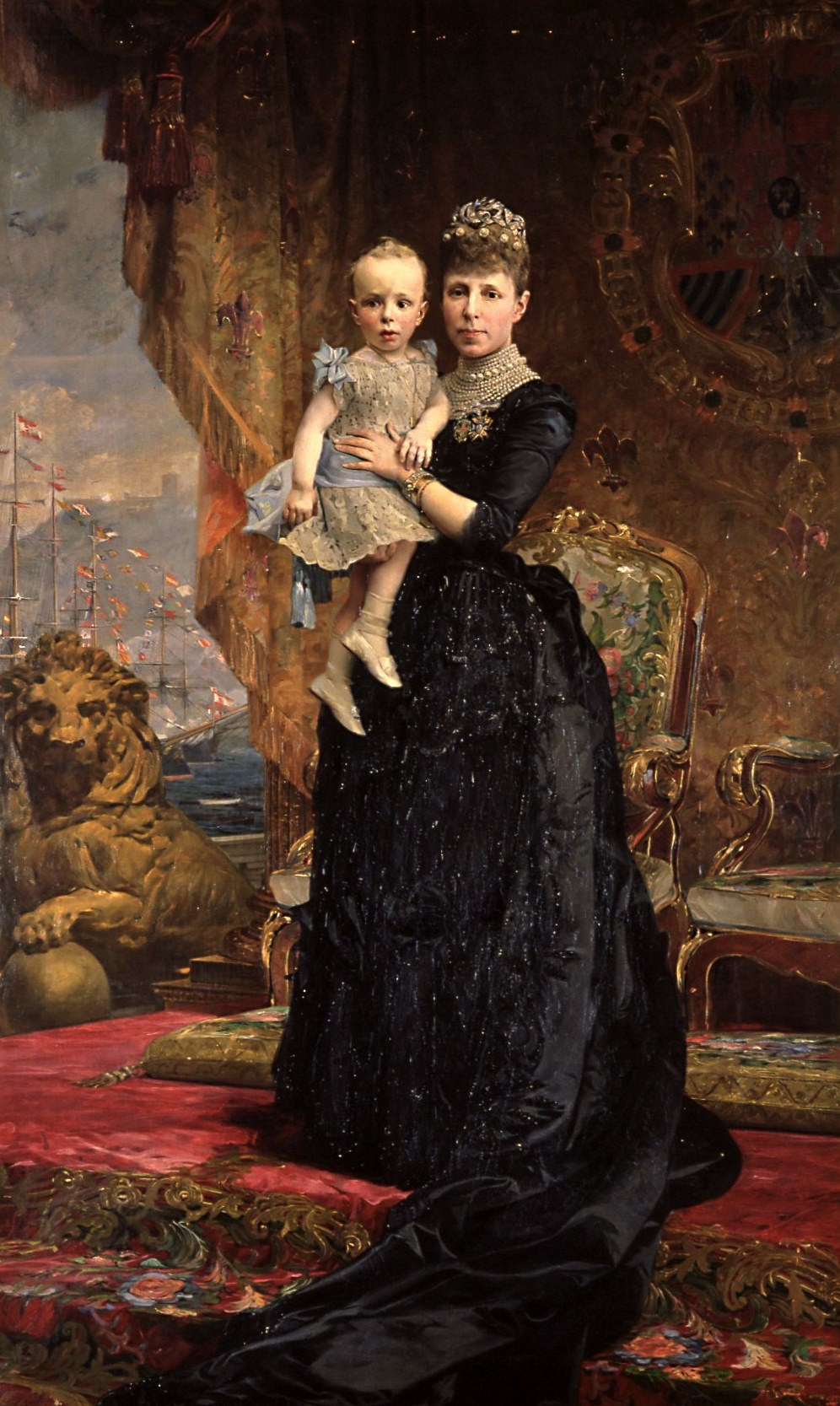
Ritratto della regina Maria Cristina d'Asburgo-Lorena e di suo figlio Alfonso XIII, 1890

Lo stile pittorico di Antoni Caba è influenzato dal realismo pittorico e dal romanticismo. Egli realizzò delle decorazioni murali in luoghi come il Gran Teatro del Liceo, e fu un ritrattista rinomato dallo stile molto sobrio. Il suo ritratto del pittore Joaquim Vayreda è attualmente conservato nel museo nazionale d'arte della Catalogna. 
All'accademia reale catalana di belle arti di San Giorgio, oltre al Pentimento di Giuda e al ritratto di Maria Cristina d'Asburgo-Lorena con il figlio Alfonso XIII, si conservano Il tributo di Cesare, una copia di un dipinto velasquesiano e i ritratti di Frederic Oliveras, Maria Moret d'Oliveras, Narcís Oliveras, Enriqueta Oliveras, Beatriu Vidal de Monserdà, Claudi Lorenzale, Arcadi Mas i Fontdevila (1907 circa) e del marchese di Alfarràs. 
Al museo del Prado si conserva L'eroina di Perelada, mentre al museo Víctor Balaguer si trova lo schizzo del ritratto della regina Maria Cristina (datato 1886). Nel museo d'arte dell'Empordà, nella galleria dei catalani illustri, si trova il ritratto di Antoni Viladomat (1872).